# Klaus Bochmann
Klaus Bochmann (n. 8 iunie 1939, Dresda, Germania Nazistă) este un filolog și sociolingvist german, cunoscut în calitate de întemeietor și conducător al Institutului Moldovei (Moldova-Institut) din orașul Leipzig.

## Cariera științifică
După ce a studiat (1957-1962) limbile franceză, latină, spaniolă și română la universitățile din Leipzig și București, Klaus Bochmann și-a luat doctoratul cu disertația Contribuție la definirea viziunii asupra lumii ai lui Nicolae Bălcescu (aprilie 1967). Universitatea "Martin Luther" din  Halle și Wittenberg a observat tânărul romanist și i-a oferit o funcție de profesor. În 1969 a devenit conferențiar de lingvistică aplicată la noua secțiune de lingvistică și studii literare din Halle.
În 1972 s-a mutat înapoi la Universitatea "Karl Marx" din Leipzig, unde a acceptat o funcție de lector de studii românești și, în același timp, i s-a încredințat conducerea departamentului de lingvistică romanică. Cu abilitarea sa pe Vocabularul politico-social al românilor 1821-1850 (1976), el a pus bazele cercetării istoriei conceptelor legate de limba română. În 1978 a fost numit profesor titular de limbă română la Universitatea din Leipzig, dar în același timp a predat și a cercetat în domeniile romanisticii comparative, lingvisticii franceze și italiene, cu accent special pe istoria limbii, sociolingvistică și politica lingvistică printre altele și în raport cu limbile minoritare din România. A condus numeroase proiecte de cercetare, a organizat un număr mare de conferințe internaționale, a supervizat peste 35 de disertații (printre altele și ale doctoranzilor din Cuba, Etiopia și Moldova) și teze de abilitare și a fost co-editor (editor 1988-90) al Articolelor despre filologia romanică și al Rapoartelor lingvistice ale Universității din Leipzig.
Din 1993 până în 2005 a condus Centrul Franței și Centrul de Studii Québec înființat de el la Universitatea din Leipzig. După numirea sa la Leipzig, internaționalizarea predării și cercetării a devenit o prioritate a activității sale. În ciuda condițiilor dificile în care s-a făcut romanistică în RDG, el a reușit să stabilească relații academice sistematice cu colegii din Franța (Rouen, Lyon, Aix-en-Provence), precum și cu cei din Italia, Spania și Portugalia, cu care au fost organizate la Leipzig începând din 1976  la fiecare doi sau trei ani colocvii științifice despre sociolingvistică. Împreună cu lingviștii, istoricii și cercetătorii literaturii de la Universitatea din București a instituit un proiect de cercetare privind istoria politică și socială a conceptelor în limba română din secolele al XVIII-lea și al XIX-lea realizat între 1975 și 1987. În 1981 a reușit, împreună cu Umberto Carpi (Pisa), să încheie primul și singurul contract universitar între Italia și RDG (Pisa-Leipzig), care a fost reînnoit după reunificarea Germaniei.
După noua sa numire la catedra de lingvistică romanică de la Leipzig (1993), el a jucat un rol-cheie în lansarea unui curs bilateral francez-german cu Universitatea Lyon II și în organizarea la Leipzig a unei Universității franceze de vară, care a funcționat cu succes considerabil până în 2009. Între 2001 și 2004 a reprezentat Universitatea din Leipzig la Universitatea franco-germană. De asemenea, s-a angajat în realizarea programelor ERASMUS între Leipzig și Bari, Bergamo, Lecce în Italia, Lyon, Aix-en-Provence și Metz în Franța, precum și cu București și Cluj. Un punct culminant al muncii sale editoriale a fost traducerea Caietelor din închisoare ale lui Antonio Gramsci (10 volume, Hamburg 1993–2001) în germană, pe care a condus-o împreună cu Wolfgang F. Haug și Peter Jehle, după ce a editat deja lucrări de Gramsci, Pirandello, Pavese, Calvino, Caragiale, Barbu și alți autori italieni și români și parțial le-a și tradus. La inițiativa sa a fost publicată prima carte galiciană din Germania "Amintiriile unui băiat de țăran" de Xosé Neira Vilas (cu o postfață extinsă de Bochmann). Cu aproximativ 25 de publicații de carte și aproximativ 200 de articole științifice în germană, franceză, italiană, română, engleză, precum și prelegeri în toate țările romanice din Europa, dar și în Rusia, Ungaria, Polonia, Cuba și Canada, el și-a creat un renume internațional, mai ales în domeniul sociolingvisticii limbilor romanice.
Cu ajutorul Fundației Volkswagen, între 1997 și 2005 a realizat trei proiecte multianuale de cercetare sociolingvistică românească în Republica Moldova, care nu avusese nicio relație academică internațională remarcabilă, în cooperare cu lingviști din Ucraina (Cernăuți, Kiev) și România (Iași). Din aceste relații a apărut ideea înființării Institutului Moldovei (Moldova-Institut), care a fost înființat în decembrie 2005 cu participarea activă a lui Vasile Dumbrava și a mai multor profesori din toată Germania.

## Activitatea la Institutul Moldovei (Moldova-Institut)
În calitatea sa de președinte al Institutului Moldovei din Leipzig, Klaus Bochmann a inițiat un număr mare de proiecte prin care se realizează misiunea institutului. Gama sa largă de interese se reflectă, de asemenea, în diversitatea obiectivelor proiectului. Activitatea sa se concentreză pe subiectele importante pentru dezvoltarea Republicii Moldova, precum drepturile omului și ale minorităților, sprijin pentru dezvoltarea societății civile, remedierea consecințelor migrației forței de muncă, soluționarea conflictului transnistrean, îmbunătățirea îngrijirii medicale și, nu în ultimul rând, regândirea trecutului Moldovei. O atenție deosebită este acordată modernizării curriculare la universitățile din Republica Moldova pentru a asigura o dezvoltare durabilă. Ca parte a activității sale, au fost stabilite parteneriate de succes pe termen lung cu universități din Republica Moldova, care îi oferă țării o conexiune la Europa. Pe lângă organizarea de întâlniri, conferințe și alte forumuri de comunicare științifică, școala de vară din Moldova și Ucraina, care este organizată de Institutul Moldovei anual începând din 2009, are o importanță deosebită pentru succesul activității sale. Studenții și doctoranzii germani au în mod regulat ocazia să se ocupe la fața locului de problemele care afectează societatea moldovenească, să afle mai multe despre cultura moldovenească și să ia legătura cu colegii lor moldoveni. Deoarece evenimentele Institutului au loc și în Germania și sunt întotdeauna deschise publicului, există și posibilitatea ca germanii interesați să afle mai multe despre Moldova. Institutul sprijină și inițiativele altor instituții, cum ar fi proiectul de expoziție mobilă „MOLDOVAmobil”, care astfel în 2010 a putut face un popas și la Leipzig. Activitatea sa este documentată prin numeroase publicații, în special din seria „Publicații ale Institutului Moldovei din Leipzig” a editurii universitare din Leipzig (6 volume până acum), și sub formă de expoziții. Institutul Moldovei este reprezentat de prof. Bochmann în Consiliul de administrație al Forumului germano-moldovenesc din Bundestag, care are un acord de cooperare cu Universitatea din Leipzig, pe de o parte, și cu cinci universități din Republica Moldova pe de altă parte, și cooperează și cu Academia de Științe a Moldovei, cu care a organizat deja mai multe evenimente și care l-a numit pe prof. Bochmann în comitetul științifico-editorial al Enciclopediei Moldovenești. Diversele sale inițiative legate de Moldova l-au determinat în 2009 pe președintele interimar al Republicii Moldova, Mihai Ghimpu, să îl distingă pe prof. Bochmann cu Medalia Eminescu, cel mai înalt premiu pentru cultură și știință din țară. În 2008 a primit un doctorat onorific de la Universitatea din Alba Iulia. Un altul i-a fost acordat în 2013 de Universitatea din Iași. În 2021 a fost distins cu Ordinul Meritul Cultural în grad de Cavaler, Categoria A – „Literatura”